# Уставный суд Санкт-Петербурга
Уставный суд Санкт-Петербурга — существовавший в период с 2000 года по 2021 год орган судебной власти Санкт-Петербурга, осуществлявший официальное толкование Устава Санкт-Петербурга и рассматривавший дела о соответствии Уставу Санкт-Петербурга законов Санкт-Петербурга, нормативных правовых актов органов государственной власти Санкт-Петербурга, органов местного самоуправления, образованных на территории Санкт-Петербурга. Решение Уставного суда, принятое в пределах его полномочий, является окончательным и не может быть пересмотрено иным судом.

## История
Вопрос об учреждении Уставного суда Санкт-Петербурга был решен при принятии Устава Санкт-Петербурга 14 января 1998 года (статьи 49, 50). Уставный суд Санкт-Петербурга начал свою работу в 2000 г., когда сначала был принят Закон Санкт-Петербурга «Об Уставном суде Санкт-Петербурга» (5 июня), а затем (14 сентября) состоялось назначение на должности судей. Первым председателем Уставного суда Санкт-Петербурга стал Н. М. Кропачев.
В первые годы в Уставный суд Санкт-Петербурга мог обратиться любой гражданин, но после того как Уставный суд Санкт-Петербурга в 2005 году признал нелегитимность администрации Санкт-Петербурга, были введены законодательные ограничения, установившие следующее:
- Жалобу в Уставный суд Санкт-Петербурга была вправе подать группа депутатов от 5 человек, а горожане только по вопросам, лично затрагивающим их интересы. Губернатор Санкт-Петербурга сохранил право обращаться по любому поводу;
- С 2005 года жителей Санкт-Петербурга лишили права подавать жалобы на постановления правительства Санкт-Петербурга.

В марте 2021 года было объявлено, что Уставный суд Санкт-Петербурга будет упразднён 1 июля 2021 года. После упразднения уставного суда, дела на соответствие уставу Санкт-Петербурга должны рассматривать суды общей юрисдикции. 30 марта 2021 года Уставный суд Санкт-Петербурга вынес последнее судебное решение, после чего 4-м оставшимся судьям были из бюджета (из средств, отпущенных на содержание Уставного суда Санкт-Петербурга) назначены компенсации на общую сумму в 3,5 млн рублей. 12 апреля 2021 года губернатор Санкт-Петербурга Александр Беглов подписал закон об упразднении Уставного суда Санкт-Петербурга. 1 июля 2021 года Уставный суд прекратил свою деятельность.

## Структура
Уставный суд Санкт-Петербурга состоял из пяти судей, назначаемых на должности Законодательным Собранием Санкт-Петербурга. Уставный суд Санкт-Петербурга был вправе осуществлять свои полномочия при наличии в его составе не менее четырех судей. Были предусмотрены должности председателя суда, заместителя председателя и судьи-секретаря.

## Персональный состав

### 2000—2004
Гуцан Н. Ф., Ескина Л. Б., Осоцкий А. И., Кропачев Н. М. (председатель), Ильинская В. Г., Герасина О. В., Ливеровский А. А.

### 2004—2005
Кулешова Л. В., Герасина О. В., Ильинская В. Г., Кропачев Н. М. (председатель), Осоцкий А. И., Гуцан Н. Ф., Ливеровский А. А.

### 2005—2007
Зыбин С. Ф., Герасина О. В., Гуцан Н. Ф., Сергевнин С. Л. (председатель), Шевченко А. В., Кулешова Л. В., Петухов В. Г.

### 2007—2008
Зыбин С. Ф., Кулешова Л. В., Гуцан Н. Ф. (председатель), Герасина О. В., Петухов В. Г., Шевченко А. В.

### 2008—2009
Зыбин С. Ф., Шевченко А. В., Гуцан Н. Ф. (председатель), Герасина О. В., Петухов В. Г.

### 2009—2011
Шевченко А. В., Гуцан Н. Ф. (председатель), Герасина О. В., Петухов В. Г., Зыбин С. Ф.

### 2011—2012
Шевченко А. В., Гуцан Н. Ф. (председатель), Герасина О. В., Тимофеев И. В.

## Адрес
191124, Санкт-Петербург, Суворовский пр., д.62, лит А.

## Статистика вынесенных решений
По состоянию на 1 марта 2016 года Уставный суд Санкт-Петербурга за весь период своей деятельности вынес 58 постановлений.

## Финансирование
Содержание Уставного суда Санкт-Петербурга за 2015 год обошлось бюджету Санкт-Петербурга в 90,5 млн руб.